# Thymoites incachaca
Thymoites incachaca är en spindelart som beskrevs av Claude Lévi 1964. Thymoites incachaca ingår i släktet Thymoites och familjen klotspindlar.
Artens utbredningsområde är Bolivia. Inga underarter finns listade i Catalogue of Life.